# Värmeutmattning
Värmeutmattning är ett värmerelaterad sjukdomstillstånd som beror på uttorkning och/eller saltbrist vid mycket varmt väder. Det yttrar sig till en början som ymnig svettning och snabb puls till följd av kroppslig överhettning.
Värmeutmattning kan betraktas som ett förstadium till värmeslag, dock kan värmeslag utvecklas hastigt utan att personen först drabbats av värmeutmattning. Värmeutmattning har diffusa och allmänna symtom, såsom illamående, mindre urinmängd (oliguri), mörkare urin, anorexi, trötthet, samt tecken på begynnande cirkulationssvikt såsom något förhöjd kroppstemperatur (hög temperatur tyder däremot på värmeslag), snabb puls, blodtrycksfall, suddig syn, svimningskänslor och blekhet eller rodnad. Utmattning kan för många hänga samman med att inte ha druckit tillräckligt vid hett väder eller ansträngande fysiska aktiviteter. Vid saltbrist märks förutom föregående yrsel. Saltbrist är extra allvarligt eftersom det kan leda till krampanfall (värmekramp), och är dödligt om det inte behandlas.
Risk för värmeutmattning finns när personer inte dricker tillräckligt, och när personer frivilligt utsätter sig för hyperhidros (t.ex. solbadning vid varmt väder, bastubad). Det är lättare att drabbas av värmeutmattning vid hög luftfuktighet, hastiga värmeomslag eller klimatbyte, eller fysisk aktivitet. Vissa sjukdomar och mediciner gör personer mindre värmetåliga och ökar risken för värmeutmattning. Barn, äldre och personer med funktionsnedsättningar har svårt att själva reglera de faktorer som utlöser tillståndet. De är också fysiologiskt sett sämre anpassade att reglera den inre temperaturen.
Förutom vätskeersättning behöver kroppen kylas ner och omedelbar vila. Tillståndet kan behöva sjukvård för att häva ett begynnande värmeslag och andra potentiellt dödliga konsekvenser av de ingående faktorerna.